# Deal It Out
| Recensione | Giudizio |
| ---------- | -------- |
| AllMusic   |          |

Deal It Out è il quinto album discografico solista di Tom Fogerty, pubblicato dalla casa discografica Fantasy Records nel 1981.

## Tracce

### LP
Lato A
1. Champagne Love – 2:45 (Tom Fogerty, Doug Clifford)
2. Why Me – 5:39 (Tom Fogerty)
3. Real Real Gone – 4:04 (Van Morrison)
4. Tricia Suzanne – 2:57 (Tom Fogerty)
5. Mystery Train – 2:30 (Junior Parker, Sam Phillips)

Lato B
1. Deal It Out – 3:11 (Hans Olson)
2. Open the Window – 3:14 (Kim Park)
3. You Move Me – 4:21 (Van Morrison)
4. The Secret – 2:26 (Tom Fogerty)
5. Summer Night – 4:05 (Kim Park)

## Musicisti
- Tom Fogerty - voce solista
- Tom Fogerty - chitarra (brani: Deal It Out e Mystery Train)
- Tom Fogerty - cori di sottofondo (brani: Deal It Out)
- John Blakeley - chitarra (eccetto brani: Real Real Gone e Open the Window)
- Greg Douglass (brani: Champagne Love, Tricia Suzanne, Deal It Out, The Secret e Summer Night)
- Bill Swartz - chitarra (brani: Real Real Gone e Open the Window)
- Kim Park - chitarra (brani: Real Real Gone e Open the Window)
- Mark Springer - chitarra (brano: Mystery Train)
- John Allair - tastiere, sintetizzatore (brani: Real Real Gone, Mystery Train, Deal It Out e You Move Me)
- Kim Park - tastiere, sintetizzatore (brano: You Move Me)
- Marc Russo - tastiere, sintetizzatore (brano: Open the Window)
- Mark Isham - tastiere, sintetizzatore (brani: Real Real Gone, Deal It Out, The Secret e Summer Night)
- Pee Wee Ellis - sassofono tenore (brano: Real Real Gone)
- Tom Lilienthal - basso (brani: Real Real Gone, Deal It Out, Open the Window e The Secret)
- David Hayes - basso (rimanenti brani)
- Jeff Myer - batteria (brano: Mystery Train)
- Scott Morris - batteria (rimanenti brani)
- David Hayes, Danny Kopelson e Tom Fogerty - cori di sottofondo (brano: Deal It Out)
- Mark Springer - cori di sottofondo (brani: Champagne Love, Deal It Out e Tricia Suzanne)
- Jeanie Tracy - cori di sottofondo (brano: You Move Me)

Note aggiuntive
- Mark Springer e David Hayes con Tom Fogerty - produttori, arrangiamenti
- Mark Springer e David Hayes - direttori musicali
- Registrazioni e mixaggio effettuati al Fantasy Studios di Berkeley, California
- Danny Kopelson - ingegnere delle registrazioni, ingegnere del mixaggio
- Wally Buck e Richard Corsello - ingegneri aggiunti delle registrazioni
- George Horn - mastering
- Phil Carroll - art direction copertina album originale
- Phil Bray - fotografia[1]